# Juicio de Pilato

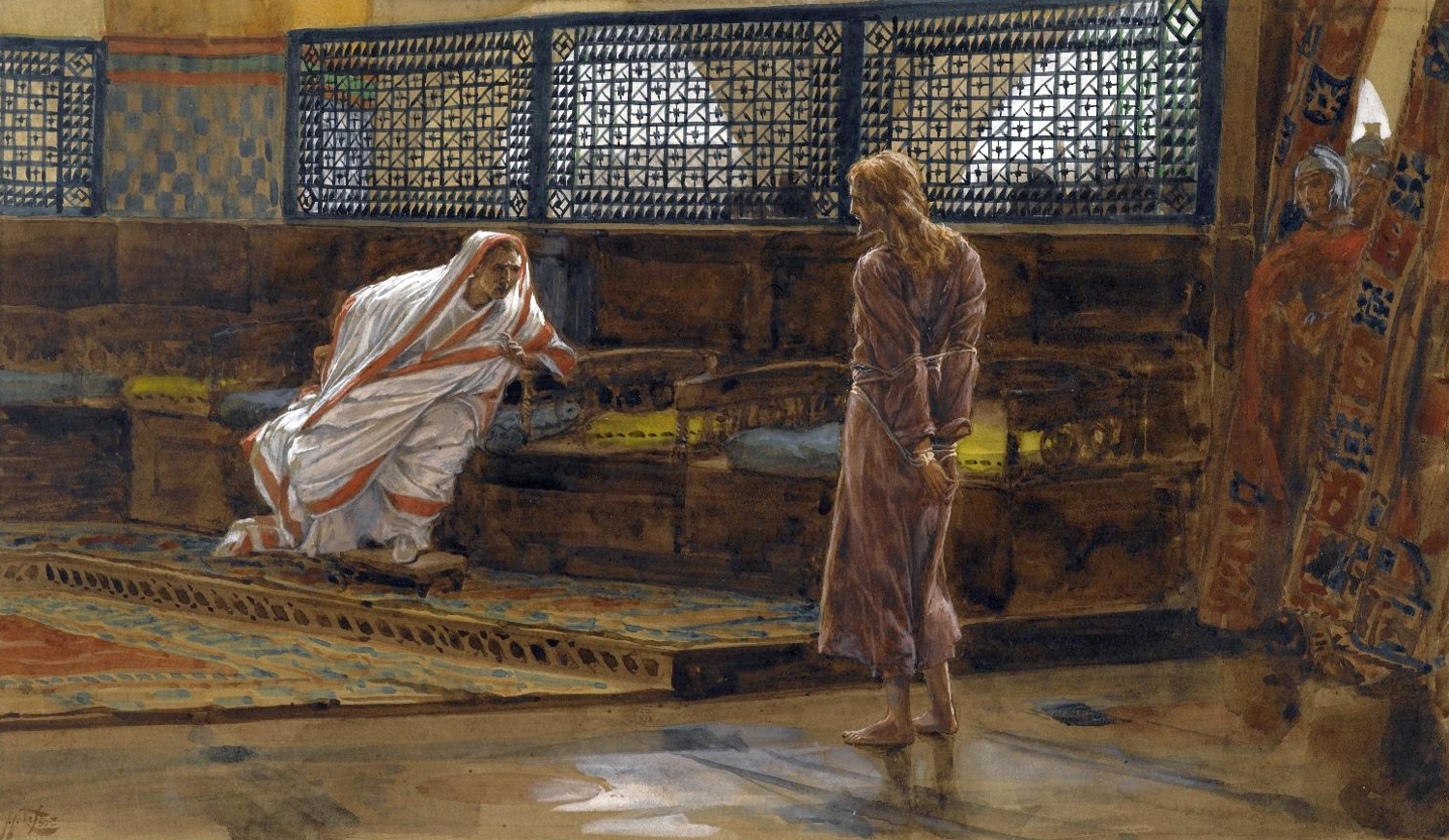
Jesús ante Pilato, James Tissot

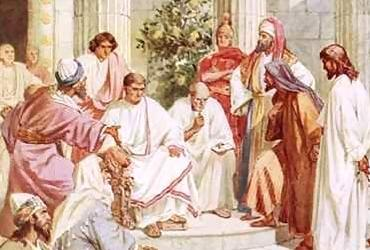
Jesús y Pilatos por William Hole

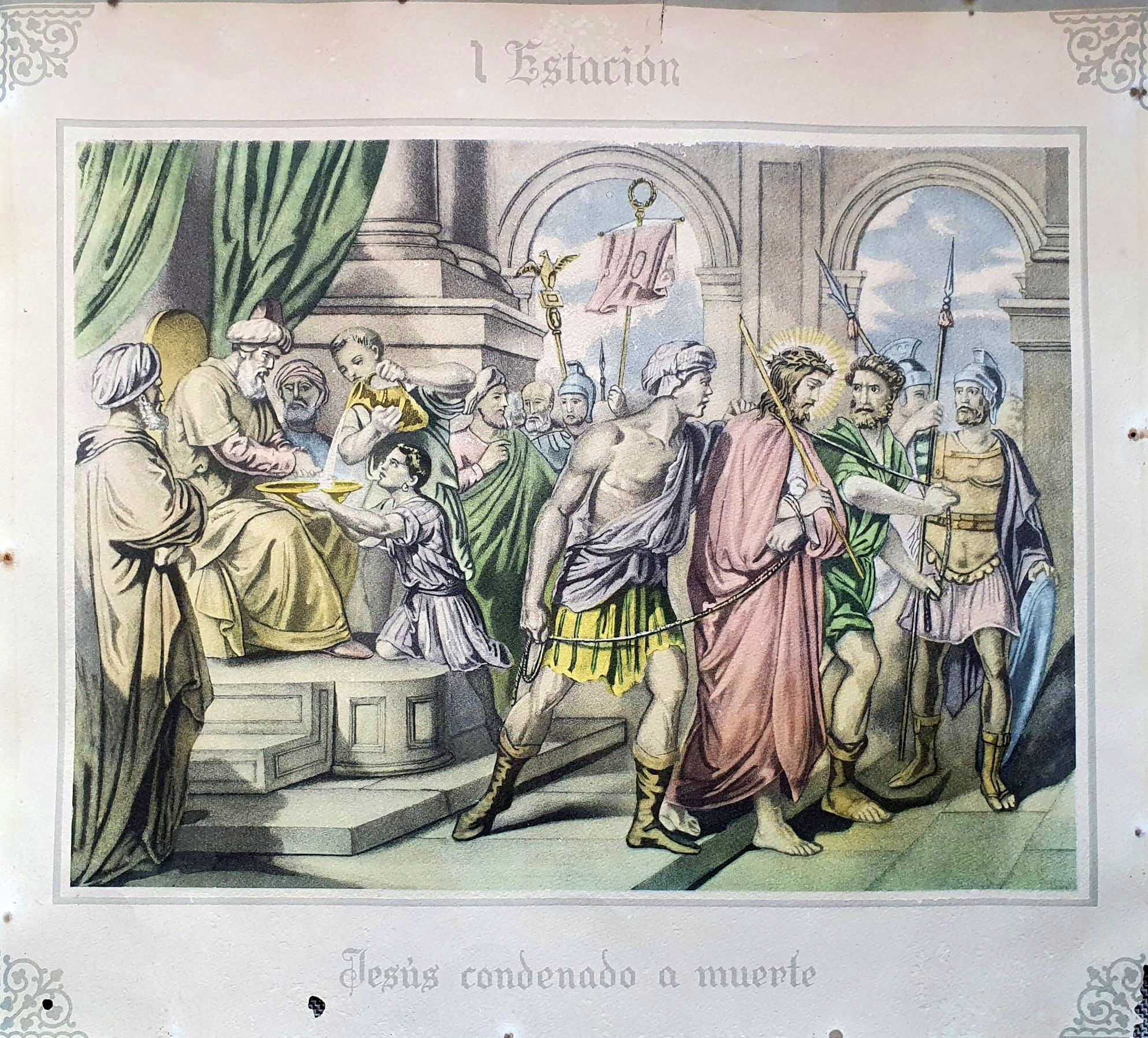
Juicio de Jesús. 1ª Estación del Calvario de la Iglesia de Nuestra Señora de la Asunción de Villamelendro de Valdavia.

El juicio de Pilato  se refiere, según los evangelios canónicos, al que tuvo Jesús en el pretorio ante Poncio Pilato, precedido por el que tuvo anteriormente en el Sanedrín.
En el Evangelio de Lucas, Pilato encuentra que Jesús, siendo de Galilea, pertenece a la jurisdicción de Herodes Antipas, y decide enviarlo ante él. Después de interrogar a Jesús y recibiendo muy pocas respuestas, Herodes decide que Jesús no representa ninguna amenaza y le devuelve a Pilato.
Se observó que Pilato aparece como un abogado que defiende el caso de Jesús y no como un juez en una audiencia oficial. En el Evangelio de Juan (18:28-19:13), su "ir y venir", es decir, el ir y venir de Pilato del interior del pretorio al patio exterior, indica su "posición vacilante".
Temiendo contaminarse, los líderes judíos no entraron en el tribunal, y la discusión de Pilato con ellos ocurrió fuera del pretorio. Algunos observan que Pilato aparece más como un defensor abogando por Jesús que como un juez en una audiencia oficial.

## Antecedentes
Como prefecto de la Judea romana, Pilato estaba subordinado al legado romano en Siria. Pilato residía en la costa, en Cesarea Marítima. En las ocasiones en que tenía que estar en Jerusalén, utilizaba el complejo palaciego construido por Herodes el Grande como su pretorio o cuartel general. El palacio estaba situado en la parte occidental de la ciudad alta y servía tanto de cómoda residencia como de fortaleza.
Los primeros peregrinos a Jerusalén generalmente identificaban el pretorio con la Fortaleza Antonia, donde comienza el tradicional Vía Crucis. Sin embargo, la evidencia arqueológica, que data los restos de la fortaleza en el siglo II CE, así como la tensa situación que requería que Pilato estuviera cerca del Segundo Templo como centro de la actividad de Pascua, apoyan la ubicación del Palacio de Herodes.
El Evangelio de Marcos utiliza la palabra aulē ("sala", "palacio") para identificar el pretorio.Por temor al destierro, los ancianos del Sanedrín no entraron en el tribunal, y la discusión de Pilato con ellos tuvo lugar fuera del pretorio. Fuera del pretorio propiamente dicho, había una zona llamada Gábata o enlosado. El tribunal de Pilato (en griego: bēma), en el que conversaba con los ancianos, se encontraba allí.

## Textos bíblicos
- Según  Mateo (27; 11-25)

Hicieron comparecer a Jesús ante el procurador. El procurador le interrogó: —¿Eres tú el Rey de los Judíos? —Tú lo dices —contestó Jesús. Y aunque le acusaban los príncipes de los sacerdotes y los ancianos, no respondió nada. Entonces le dijo Pilato: —¿No oyes cuántas cosas alegan contra ti? Y no le respondió a pregunta alguna, de tal manera que el procurador quedó muy admirado. En el día de la fiesta, el procurador tenía costumbre de conceder a la gente la libertad de uno de los presos, el que quisieran. Había por aquel entonces un preso famoso que se llamaba Barrabás. Así que cuando ellos se reunieron, les dijo Pilato: —¿A quién queréis que os suelte: a Barrabás o a Jesús, el llamado Cristo? —pues sabía que le habían entregado por envidia. 19Mientras estaba sentado en el tribunal, su mujer mandó decirle: —No te mezcles en el asunto de ese justo; porque hoy en sueños he sufrido mucho por su causa. Pero los príncipes de los sacerdotes y los ancianos persuadieron a la multitud para que pidiese a Barrabás e hiciese morir a Jesús. El procurador les preguntó: —¿A quién de los dos queréis que os suelte? —A Barrabás —respondieron ellos. Pilato les dijo: —¿Y entonces qué voy a hacer con Jesús, el llamado Cristo? Todos contestaron: —¡Que lo crucifiquen! Les preguntó: —¿Y qué mal ha hecho? Pero ellos gritaban más fuerte: —¡Que lo crucifiquen! Al ver Pilato que no adelantaba nada, sino que el tumulto iba a más, tomó agua y se lavó las manos ante el pueblo diciendo: —Soy inocente de esta sangre; vosotros veréis. 25Y todo el pueblo gritó: —¡Su sangre sobre nosotros y sobre nuestros hijos!

- Según  Marcos (15; 1-15)

Y de mañana, enseguida, se reunieron en consejo los príncipes de los sacerdotes con los ancianos y los escribas y todo el Sanedrín y, atando a Jesús, lo llevaron y lo entregaron a Pilato. Y le preguntó Pilato: —¿Eres tú el Rey de los Judíos? —Tú lo dices —le respondió él. Y los príncipes de los sacerdotes le acusaban de muchas cosas. Entonces Pilato volvió a preguntarle: —¿No respondes nada? Mira de cuántas cosas te acusan. Pero Jesús ya no respondió nada, de modo que Pilato estaba admirado. En el día de la fiesta acostumbraba a conceder la libertad de uno de los presos, el que pidieran. Había uno que se llamaba Barrabás, apresado con otros sediciosos, que en una revuelta habían cometido un homicidio. Subió la gente y comenzó a pedirle lo que les solía conceder. Pilato les respondió diciendo: —¿Queréis que os suelte al Rey de los Judíos? —pues sabía que los príncipes de los sacerdotes lo habían entregado por envidia. Pero los príncipes de los sacerdotes incitaron a la gente, para que mejor les soltase a Barrabás. Pilato de nuevo les preguntaba: —¿Y entonces qué queréis que haga con el Rey de los Judíos? Ellos volvieron a gritar: —¡Crucifícalo! Pilato les decía: —¿Y qué mal ha hecho? Pero ellos gritaban más fuerte: —¡Crucifícalo! Pilato, queriendo contentar a la muchedumbre, les soltó a Barrabás; y a Jesús, después de haberle hecho azotar, lo entregó para que fuera crucificado.

- Según  Lucas (23; 1-5)

Se levantaron todos ellos y llevaron a Jesús ante Pilato. Entonces empezaron a acusarle diciendo: —Hemos encontrado a éste soliviantando a nuestra gente y prohibiendo dar tributo al César; y dice que él es el Cristo, el Rey. Pilato le preguntó: —¿Eres tú el Rey de los Judíos? —Tú lo dices —le respondió él. Dijo Pilato a los príncipes de los sacerdotes y a la muchedumbre: —No encuentro ningún delito en este hombre. Pero ellos insistían: —Subleva al pueblo, enseñando por toda Judea, desde que comenzó en Galilea hasta aquí.

- Según  Juan (18; 28-40)

De Caifás condujeron a Jesús al pretorio. Era muy temprano. Ellos no entraron en el pretorio para no contaminarse y así poder comer la Pascua. Entonces Pilato salió fuera, donde estaban ellos, y dijo: —¿Qué acusación traéis contra este hombre? —Si éste no fuera malhechor no te lo habríamos entregado —le respondieron. Les dijo Pilato: —Tomadle vosotros y juzgadle según vuestra ley. Los judíos le respondieron: —A nosotros no nos está permitido dar muerte a nadie —así se cumplía la palabra que Jesús había dicho al señalar de qué muerte iba a morir. Pilato entró de nuevo en el pretorio, llamó a Jesús y le dijo: —¿Eres tú el Rey de los judíos? Jesús contestó: —¿Dices esto por ti mismo, o te lo han dicho otros de mí? —¿Acaso soy yo judío? —respondió Pilato—. Tu gente y los príncipes de los sacerdotes te han entregado a mí: ¿qué has hecho? 36Jesús respondió: —Mi reino no es de este mundo; si mi reino fuera de este mundo, mis servidores lucharían para que no fuera entregado a los judíos; pero mi reino no es de aquí. Pilato le dijo: —¿O sea, que tú eres Rey? Jesús contestó: —Tú lo dices: yo soy Rey. Para esto he nacido y para esto he venido al mundo, para dar testimonio de la verdad; todo el que es de la verdad escucha mi voz. Pilato le dijo: —¿Qué es la verdad? Y después de decir esto, se dirigió otra vez a los judíos y les dijo: —Yo no encuentro en él ninguna culpa. Vosotros tenéis la costumbre de que os suelte a uno por la Pascua, ¿queréis que os suelte al Rey de los judíos? Entonces volvieron a gritar: —¡A ése no, a Barrabás! —Barrabás era un ladrón.

## Interpretación de la Iglesia católica
En el evangelio de Mateo se ponen de manifiesto, de forma un tanto lacónica,  una serie de  situaciones como son la del rechazo de Jesús, de los muchos que tuvo, por parte de su pueblo escogido, Israel. También la injusta condena de Jesús ante la cual se muestra con una gran dignidad. A continuación llevaron a Jesús ante el prefecto romano en Israel, dependiente del legado de Roma en Siria, si bien tenía el poder de matara un reo declarado culpable, figura jurídica llamada ius gladii. A las acusaciones contra Jesús, este nada responde y Pilato
le insta a defenderse. Sin embargo, Jesús no dijo una sola palabra en su defensa, entre otros motivos, porque sabía que le iban a declarar culpable y condenado a morir en la cruz. Todo ello para que se cumpla lo que había anunciado en su día el profeta Isaías

fue maltratado y él se dejó humillar, no abrió la boca; como cordero llevado al matadero, y como oveja muda ante sus esquiladores, no abrió su boca.

A este respecto san Efrén comenta el silencio de Jesús de la siguiente manera:

Él hablaba para enseñar, pero guardó silencio ante el tribunal. (…) Las palabras de sus calumniadores eran como una corona redentora sobre su cabeza. Su silencio era tal que, callando, todos aquellos clamores hacían más hermosa la corona 

Luego vienen dos intentos de liberarlo, el de Pilato el de su mujer que ha tenido sueños acerca de este suceso. Pilato sospecha Jesús es inocente y quiere negociar pero el pueblo, instigado por los escribas y fariseos pide la crucifixión de Jesús: 

Es duro leer, en los Santos Evangelios, la pregunta de Pilato: “¿A quién queréis que os suelte, a Barrabás o a Jesús, que se llama Cristo?” —Es más penoso oír la respuesta: “¡A Barrabás!” —Y más terrible todavía darme cuenta de que ¡muchas veces!, al apartarme del camino, he dicho también “¡a Barrabás!”, y he añadido “¿a Cristo?… —¡Crucifige eum! —¡Crucifícalo!” 

Pilato, de forma cobarde, quiere apartarse de su  responsabilidad y se lava las manos y así
traslada al pueblo la responsabilidad de la decisión de matar a Jesús. No todos los judíos de aquella época fueron responsables del rechazo al Mesías y de su muerte, y Dios a su pueblo a otros pastores que produzcan mejores frutos: 

Lo que se perpetró en su pasión no puede ser imputado indistintamente a todos los judíos que vivían entonces ni a los judíos de hoy. (…) No se ha de señalar a los judíos como reprobados por Dios y malditos, como si tal cosa se dedujera de la Sagrada Escritura 

Antes de la crucifixión Jesús es flagelado, flagelación llamada verberatio. Se practicaba con el flagrum, flagelo Era tan brutal que con frecuencia causaba la muerte.
La consecuencia del pecado es la muerte de Jesús, que la acepta como ofrecimiento expiatorio de ese pecado: 

Jesús acude espontáneamente a la pasión que de Él estaba escrita y que más de una vez había anunciado a sus discípulos. (…) Y cuando lo acusaban no respondió, y, habiendo podido esconderse, no quiso hacerlo, por más que en otras varias ocasiones en que lo buscaban para prenderlo se esfumó. (…) También sufrió con paciencia que unos hombres doblemente serviles le pegaran en la cabeza. Fue abofeteado, escupido, injuriado, atormentado, flagelado y, finalmente, llevado a la crucifixión (…). Con todos estos sufrimientos nos procuraba la salvación. Porque todos los que se habían hecho esclavos del pecado debían sufrir el castigo de sus obras; pero Él, inmune de todo pecado, Él, que caminó hasta el fin por el camino de la justicia perfecta, sufrió el suplicio de los pecadores, borrando en la cruz el decreto de la antigua maldición 

## El pretorio

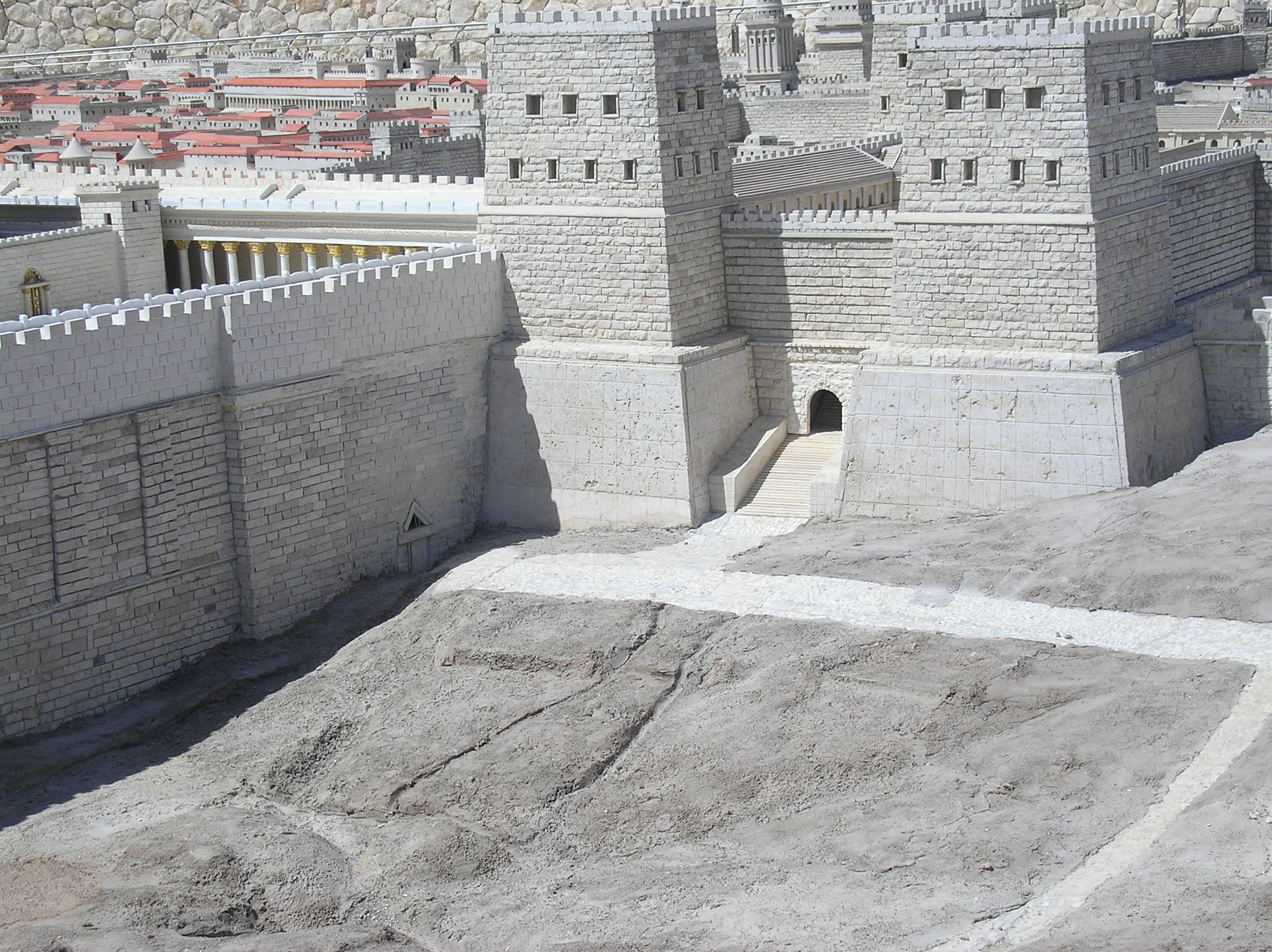
Maqueta de la fortaleza Antonia (Museo de Israel)

Dos posible lugares en Jerusalén se han propuesto para el pretorio: la Fortaleza Antonia y el Palacio de Herodes.  Los primeros peregrinos a Jerusalén generalmente identificaron el pretorio con la Fortaleza Antonia, donde empieza el Viacrucis tradicional conocido como Vía Dolorosa. La evidencia arqueológica, la cual data los restos de la fortaleza en el siglo II d. C. así como la situación tirante que requería a Pilato estar cerca del Segundo Templo como centro de actividad de la Pascua, apoya la ubicación del Palacio de Herodes.
El Evangelio de Marcos utiliza la palabra aulē ("sala", "palacio") para identificar el pretorio. Fuera del propio pretorio,  había un área llamada el Enlosado. Allí estaba localizado el asiento de Pilato durante el juicio (en griego: bēma:), en el cual él conversaba con los judíos (Juan 19:13).
Como las religiones profesadas por los judíos (judaísmo del Segundo Templo) y los romanos (Religión de la antigua Roma) eran diferentes, y desde entonces en el tiempo Jerusalén era parte de Romano Judea, los cargos del Sanedrín contra Jesús no tenían ninguna fuerza ante Pilato. De las tres acusaciones llevadas por los dirigentes judíos (pervertir la nación, prohibir el pago de tributo, y sedición contra el Imperio romano), Pilato escoge la tercera, preguntando: Eres el Rey de los Judíos? Jesús responde con Tú lo dices. Después la audiencia continúa, y Pilato finalmente pregunta a Jesús ¿Qué es la verdad? (Mateo 27:11, Marcos 15:2, Lucas 23:3, Juan 18:33-38).
Volviendo a salir, Pilato públicamente declara que encuentra a Jesús inocente de los cargos, pero la multitud todavía insiste en pedir la pena capital. La regla universal del Imperio Romano limitaba la pena capital estrictamente al tribunal del gobernador Romano y Pilato decidió  públicamente lavar sus manos, una forma de decir que no se hacía responsable de la muerte de Jesús. No obstante, puesto que sólo la autoridad romana podía ordenar la crucifixión y puesto que la pena fue llevada a cabo por soldados romanos, Pilato fue responsable de la muerte de Jesús, un juicio que Reynolds Price describe como una diplomacia habilidosa.